# 北利柏提 (愛荷華州)
北利柏提（英語：North Liberty）是一個位於美國愛荷華州約翰遜縣的城市。

## 地理
北利柏提的座標為41°44′35″N 91°36′28″W / 41.74306°N 91.60778°W，而該地的平均海拔高度為238米（即781英尺）。

## 人口
根據2010年美國人口普查的數據，北利柏提的面積為20.28平方千米，當中陸地面積為20.28平方千米，而水域面積為0.00平方千米。當地共有人口13374人，而人口密度為每平方千米659人。